# Grigore Obreja
Grigore Obreja, född 6 november 1967 i Somova i Tulcea, Rumänien, död 1 juni 2016 i Mantes-la-Jolie, Frankrike, var en rumänsk kanotist.
Han tog OS-brons i C-2 500 meter i samband med de olympiska kanottävlingarna 1996 i Atlanta.